# Йонемура Акіко
Йонемура Акіко (нар. 25 січня 1984) — колишня японська тенісистка.
Найвищу одиночну позицію світового рейтингу — 208 місце досягла 12 травня 2008, парну — 137 місце — 28 квітня 2008 року.
Здобула 3 одиночні та 15 парних титулів туру ITF.

## Фінали ITF
| турніри $100,000 |
| турніри $75,000  |
| турніри $50,000  |
| турніри $25,000  |
| турніри $10,000  |

### Одиночний розряд: 12 (3–9)
| Результат | Ранг | Дата            | Турнір                 | Покриття  | Суперниця          | Рахунок          |
| --------- | ---- | --------------- | ---------------------- | --------- | ------------------ | ---------------- |
| Поразка   | 1.   | 23 жовтня 2005  | ITF Макінохара, Японія | Килим     | Аліса Клейбанова   | 0–6, 1–6         |
| Поразка   | 2.   | 4 червня 2006   | Ґумма, Японія          | Килим     | Абігейл Спірс      | 3–6, 6–2, 6–7(6) |
| Поразка   | 3.   | 24 вересня 2006 | Ібаракі, Японія        | Тверде    | Хісамацу Сіхо      | 2–6, 6–3, 5–7    |
| Перемога  | 1.   | 21 жовтня 2007  | Макінохара, Японія     | Килим     | Окамото Сейко      | 6–3, 6–4         |
| Поразка   | 4.   | 19 жовтня 2008  | Макінохара, Японія     | Килим     | Сє Шувей           | 1–6, 6–3, 3–6    |
| Поразка   | 5.   | 20 вересня 2009 | Кіото, Японія          | Килим (i) | Нунгнадда Ваннасук | 6–1, 3–6, 4–6    |
| Поразка   | 6.   | 27 березня 2010 | Кофу, Японія           | Тверде    | Сатіе Ісідзу       | 6–1, 1–6, 0–6    |
| Перемога  | 2.   | 30 травня 2010  | Кусацу, Японія         | Килим     | Намігата Дзюнрі    | 6–4, 7–6(4)      |
| Поразка   | 7.   | 17 вересня 2011 | Кіото, Японія          | Килим (i) | Кадзуса Іто        | 3–6, 6–3, 4–6    |
| Перемога  | 3.   | 1 квітня 2012   | Nishitama, Японія      | Тверде    | Куміко Їдзіма      | 1–1 ret.         |
| Поразка   | 8.   | 23 червня 2013  | Токіо, Японія          | Тверде    | Сіхо Акіта         | 4–6, 4–6         |
| Поразка   | 9.   | 14 вересня 2013 | ITF Кіото, Японія      | Килим (i) | Хірото Кувата      | 1–6, 2–6         |

### Парний розряд: 30 (15–15)
| Результат | Ранг | Дата              | Турнір                          | Покриття  | Партнерка       | Суперниці                            | Рахунок              |
| --------- | ---- | ----------------- | ------------------------------- | --------- | --------------- | ------------------------------------ | -------------------- |
| Поразка   | 1.   | 23 вересня 2003   | ITF Хіросіма, Японія            | Трава     | Сатомі Кіндзьо  | Томоко Тайра Урабе Намі              | 3–6, 3–6             |
| Поразка   | 2.   | 5 вересня 2004    | Сайтама, Японія                 | Тверде    | Томоко Тайра    | Kim Hea-mi Таґуті Кейко              | 4–6, 0–6             |
| Поразка   | 3.   | 31 жовтня 2004    | Токіо, Японія                   | Тверде    | Макі Арай       | Їдзіма Куміко Намігата Дзюнрі        | 3–6, 1–6             |
| Поразка   | 4.   | 21 серпня 2005    | Нанкін, КНР                     | Тверде    | Томоко Суґано   | Юлія Єфремова Сє Яньцзе              | 4–6, 3–6             |
| Поразка   | 5.   | 4 червня 2006     | Ґумма, Японія                   | Килим     | Такемура Рьоко  | Крістіна Горіатопулос Труді Мусгрейв | 1–6, 7–5, 2–6        |
| Перемога  | 1.   | 13 травня 2007    | Фукуока, Японія                 | Килим     | Моріта Аюмі     | Фудзівара Ріка Намігата Дзюнрі       | 6–2, 6–2             |
| Поразка   | 6.   | 27 травня 2007    | Наґано, Японія                  | Килим     | Танака Марі     | Нацумі Хамамура Маекава Аяка         | 6–7(2), 3–6          |
| Перемога  | 2.   | 3 червня 2007     | Ґумма, Японія                   | Килим     | Їдзіма Куміко   | Чень Ї Ю Мі                          | 6–4, 6–4             |
| Перемога  | 3.   | 8 липня 2007      | Нагоя, Японія                   | Тверде    | Намігата Дзюнрі | Чан Кйон Мі Kim Jin-hee              | 6–2, 3–6, 6–4        |
| Поразка   | 7.   | 5 серпня 2007     | Обіхіро, Японія                 | Килим     | Моріта Аюмі     | Їдзіма Куміко Намігата Дзюнрі        | 6–7(3), 0–6          |
| Поразка   | 8.   | 13 вересня 2007   | Токіо, Японія                   | Тверде    | Їдзіма Куміко   | Намігата Дзюнрі Фудзівара Ріка       | 6–3, 6–7(4), [5–10]  |
| Перемога  | 4.   | 6 липня 2008      | Ватерлоо, Канада                | Ґрунт     | Томоко Йонемура | Лорен Албанезе Александра Мюллер     | 6–1, 4–6, [10–3]     |
| Поразка   | 9.   | 25 жовтня 2008    | Хаманако, Японія                | Килим     | Намігата Дзюнрі | Хісамі Канае Юріна Косіро            | 5–7, 4–6             |
| Перемога  | 5.   | 10 травня 2009    | Фукуока, Японія                 | Трава     | Йонемура Томоко | Маекава Аяка Намігата Дзюнрі         | 6–2, 6–7(3), [10–3]  |
| Перемога  | 6.   | 24 травня 2009    | Наґано, Японія                  | Килим     | Намігата Дзюнрі | Такаґісі Томойо Варатчая Вонгтінчай  | 6–1, 6–4             |
| Поразка   | 10.  | 29 листопада 2009 | ITF Toyota, Японія              | Килим (i) | Акарі Іноуе     | Марина Еракович Тамарін Танасугарн   | 1–6, 4–6             |
| Перемога  | 7.   | 23 травня 2010    | ITF Каруїдзава, Японія          | Килим     | Ока Аюмі        | Сунь Шеннань Сюй Їфань               | 7–6(1), 6–3          |
| Перемога  | 8.   | 4 липня 2010      | ITF Пособланко, Іспанія         | Тверде    | Йонемура Томоко | Валентина Івахненко Катерина Козлова | 6–4, 3–6, [10–4]     |
| Перемога  | 9.   | 24 липня 2010     | ITF Нонтхабурі, Таїланд         | Тверде    | Йонемура Томоко | Kim So-jung Ремі Тедзука             | 6–2, 6–4             |
| Поразка   | 11.  | 29 серпня 2010    | ITF Сайтама, Японія             | Тверде    | Їдзіма Куміко   | Іноуе Акарі Котомі Такахата          | 3–6, 3–6             |
| Перемога  | 10.  | 5 вересня 2010    | ITF Цукуба, Японія              | Тверде    | Їдзіма Куміко   | Чжань Цзіньвей Чень Ї                | 4–6, 7–6 (6), [10–7] |
| Перемога  | 11.  | 15 травня 2011    | Kurume Cup, Японія              | Трава     | Аюмі Ока        | Фудзівара Ріка Тамарін Танасугарн    | 6–3, 5–7, [10–8]     |
| Поразка   | 12.  | 8 жовтня 2011     | Kōfu International Open, Японія | Тверде    | Тедзука Ремі    | Чжань Цзіньвей Сюй Веньсінь          | 3–6, 4–6             |
| Поразка   | 13.  | 22 жовтня 2011    | ITF Макінохара, Японія          | Килим     | Намігата Дзюнрі | Аояма Сюко Такахата Котомі           | 2–6, 5–7             |
| Перемога  | 12.  | 9 вересня 2012    | ITF Ното, Японія                | Трава     | Їдзіма Куміко   | Мікі Міямура Танака Марі             | 6–1, 4–6, [10–5]     |
| Поразка   | 14.  | 23 червня 2013    | ITF Токіо, Японія               | Тверде    | Їдзіма Куміко   | Ніномія Макото Юка Морі              | 4–6, 3–6             |
| Перемога  | 13.  | 24 березня 2014   | ITF Нісі-Тама, Японія           | Тверде    | Намігата Дзюнрі | Чхой Чі Хі Іноуе Акарі               | 6–2, 6–4             |
| Поразка   | 15.  | 13 травня 2014    | Kurume Cup, Японія              | Тверде    | Намігата Дзюнрі | Ярміла Вулф Аріна Родіонова          | 4–6, 2–6             |
| Перемога  | 14.  | 20 травня 2014    | ITF Каруїдзава, Японія          | Тверде    | Намігата Дзюнрі | Хісамі Канае Тіакі Окадауе           | 6–2, 7–5             |
| Перемога  | 15.  | 24 березня 2015   | ITF Нісі-Тама, Японія           | Тверде    | Кьока Окамура   | Хісамі Канае Такахата Котомі         | 2–6, 6–2, [10–5]     |